# Carl Friedrich Fasch
Carl Friedrich Fasch (Zerbst, 18 novembre 1736 – Berlino, 3 agosto 1800) è stato un clavicembalista e compositore tedesco, figlio di Johann Friedrich.
Studiò a Strelitz prima col padre, poi con Hertel, completando infine la sua educazione musicale a Klosterberge presso Magdeburgo. Raccomandato da Franz Benda, fu assunto da Federico il Grande nel 1756 come clavicembalista di corte a Berlino, accanto a Carl Philipp Emanuel Bach, con l'incarico di accompagnare a turno i suoi concerti di flauto. Sospesa l'attività della corte durante la Guerra dei sette anni, si dedicò per vivere all'insegnamento, e accettò la direzione dell'Opera di Berlino (1774-1776). Nel 1791 fondò la famosa "Berliner Singakademie", istituzione corale nata da un'associazione che già si riuniva precedentemente presso il consigliere Milow e che alla sua morte eseguì per la prima volta a Berlino il Requiem di Mozart. Dette notevole impulso alla vita musicale borghese. Negli ultimi anni di vita si dedicò quasi esclusivamente alla composizione di musica sacra. Spinto da un severo intento autocritico distrusse molti dei suoi lavori. Le sue composizioni per clavicembalo scritte alla corte di Berlino rivelano un'inclinazione alla sentimentalità e alla profondità degli "affetti" penetrando così nuovi territori; soprattutto per i cicli di variazioni che dalla variazione ornamentale arrivano a quella caratterizzante, con una più decisa trasformazione del tema, facendo pensare già a Beethoven. Con il suo interesse storico riscoprì anche J.S. Bach, eseguendo nel 1794 il mottetto "Komm, Jesu, komm!".